# Little Phatty

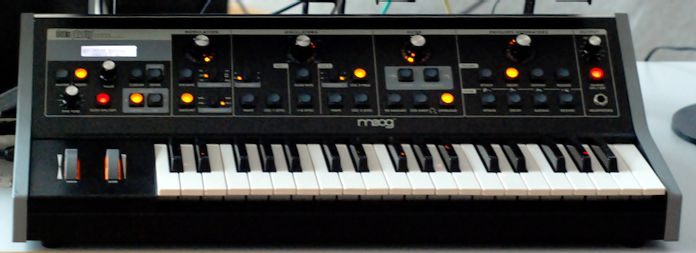
En Moog Little Phatty Stage Edition

Little Phatty är en synthesizer tillverkad av Moog Music sedan 2006. Det var den sista synten Robert Moog skapade innan han dog. Den finns i två varianter: Tribute Edition, som tillverkades i endast 2000 exemplar, och Stage Edition, som tillverkas löpande.
Moog Little Phatty är en analog monofonisk synt med 2 oscillatorer som båda steglöst kan ändras från triangelvåg till sågtandsvåg och vidare till fyrkantsvåg och rektangelvåg. Pulsbreddsmodulering kan uppnås genom att skicka LFO till oscillatorerna och på så sätt modulera vidden på rektangelvågen.
Tribute Edition har träsidor och Bob Moogs signatur på baksidan medan Stage Edition har sidor i gummi och vanligt Moog-logo. Stage Edition, som tillverkades något senare än Tribute Edition, fick en extra LFO destination vilken innebär att den har något utökad funktionalitet jämfört med Tribute Edition. Då Tribute och Stage Edition har något olika funktionalitet har de också olika operativsystem, vilka uppdateras löpande.
För att komma till rätta med analogsyntarnas problem med stämning har Moog gett Little Phatty en automatisk kaliberingsfunktion som håller den stämd. Dock kräver den 10-15 minuters uppvärmning innan stämningen är korrekt och oscillatorerna harmoniserar med varandra. 
I april/maj 2008 börjar Moog Little Phatty Stage II säljas. De nya funktionerna är: reducerat internt digitalbrus, USB-MIDI, arpeggiator, MIDI Clock sync och tap tempo. Allt förutom reducering av brus och USB-midi kommer att vara tillgängligt för nerladdning till Stage Edition. Den begränsade minneskapaciten på Tribute Edition gör att man behöver uppgradera minnet om man vill ha de nya funktiorna. De kommer även gå att skicka in sin Little Phatty för USB-midi och en ny komponent som ger mindre internt digitalbrus.